# عبد المجيد الشاذلي
عبد المجيد بن يوسف بن عبد المجيد الشاذلي الشيخ العلامة الأصوليّ. ولد في بلدة «بسيون» في محافظة الغربية بمصر عام 1938م، تخرج في كلية العلوم – قسم الكيمياء في جامعة الإسكندرية - وعمل بشركة الحرير في كفر الدوّار، حتى تاريخ إحالته للمعاش. جده الشيخ عبد المجيد الشاذلي هو أحد شيوخ المذهب المالكي في الأزهر.

## النشأة
نشأ عبد المجيد الشاذلي في بيئة علميّة حيث كان الوالد والجد من علماء الأزهر وكان منذ نشأته محباً للعلم شغوفاً بطلبه يدرك ذلك من يستمع إليه ويلمس «الموسوعية» في طرحه وحديثه. كان محباً لقراءة كتب الفقه والسيرة والأصول، ومن أهم الكتب التي قرأها وأثرت به كتابي «الموافقات» و«الاعتصام» للإمام الشاطبي، حتى لقب فيما بعد من قبل بعض محبيه «بالشاطبي الثاني» لشدة إحكامه وتمكنه من علم أصول الفقه على منهج الإمام الشاطبي.

### طلبه للعلم
تتلمذ في شبابه من خلال وجوده في إطار جماعة «الإخوان المسلمين» وخصوصاً على يد الأستاذ محمد يوسف هواش ثم فيما بعد على مؤلفات الأستاذ سيد قطب والأستاذ محمد قطب والشيخ أبو الأعلى المودودي. ثم كانت علاقته بعلم شيخ الإسلام ابن تيمية في السجن حيث درس جميع كتبه وجميع كتب الإمام ابن قيم الجوزية يقول الشيخ عبد المجيد الشاذلي:
بعد خروجه من السجن سافر إلى المملكة السعودية وطلب العلم هناك على يد كبار علمائها فطلب العلم بتتلمذ مباشر من الشيخ عبد الرزاق عفيفي في الرياض والشيخ ابن باز وقد قدم له الشيخ ابن باز مجموعة رسائل بعنوان «عقيدة الموحدين». وقدم له الشيخ ابن جبرين كتابه «الطريق إلى الجنة». وأصدرت له جامعة أم القرى كتابه الكبير «حد الإسلام وحقيقة الإيمان» بعد مراجعته من قبل لجنة من العلماء.

### علاقتهبسيد قطب
يقول عبد المجيد الشاذلي:
ويقول الشيخ العلامة رفاعي سرور في ترجمته له أنه يعتبر: المؤصل الفقهي والشرعي لفكر سيد قطب حتى تكونت بجميع كتابات هذا الاتجاه وحدة موضوعية واحدة توزعت على كل العقول التي تحاول الوصول للحق، كل بما يناسبه، ليكون هذا التأصيل هو المواجهة الفكرية الواقعية على الزعم القائل بأن كتابات سيد قطب مجرد كتابات أدبية، حيث لم يفهم القائلون بذلك أن سيد قطب كان يخاطب الناس بما يناسبهم ويؤثر فيهم لتكون مهمة التأصيل الضرورية موكولة لكتابات التأصيل التي تعتبر كتابات الشيخ عبد المجيد نموذجاً كاملاً لها، فتكتمل كل الشروط الشرعية للاتجاه الفكري الصحيح للدعوة. والبعد الأساسي للتعريف المنهجي بالشيخ عبد المجيد الشاذلي هو تجربة 65 حيث كانت تلك التجربة هي البداية التاريخية للتصحيح الفكري والمنهجي للدعوة، كما كانت سنداً نفسياً لمن أتى بعدها حيث علم شباب الدعوة الجدد بعد اكتشاف تنظيم 65 أن هناك من استطاع الوقوف أمام عبد الناصر.

## علاقته بالإخوان
التحق عبد المجيد الشاذلي بالإخوان منذ خمسينيات القرن الماضي حين كان شاباً يافعاً وقد كان أستاذه المباشر ابن بلدته بسيون الأستاذ محمد يوسف هواش والذي كان رفيق درب سيد قطب حيث عايشه لسنوات طويلة أثناء فترة سجنه حتى موتهما سوياً بإعدامهم من قبل نظام جمال عبد الناصر عام 1966م. في أواخر الخمسينيات وحتى عام 1965م نشطت حركة من الإخوان الذين كانوا خارج السجون بقيادة عبد الفتاح إسماعيل بهدف إعادة تنظيم الإخوان وارتبطت هذه الحركة مع مرور الوقت وحتى القبض على أفرادها بشخصية سيد قطب، حيث اعتبر المنظّر الفكري لها، وكان عبد المجيد الشاذلي أحد قادة الصف الثاني لما عُرف بعدها باسم «تنظيم 65» الذي كان على رأسه سيد قطب. فقد كان معاوناً ونائباً لمجدي عبد العزيز متولي – قائد منطقة الإسكندرية للتنظيم -.
سُجن عبد المجيد الشاذلي عام 1965م في قضية «تنظيم 65» الشهيرة وقد اتهم هذا التنظيم بالعمل على قلب نظام الحكم في مصر. واستمر سجنه حتى عام 1975م. قضى أول عامين في السجن الحربي حيث ناله من الأذى والتعذيب والتنكيل الشديد، فعزل وعذب في حبس انفرادي لمدة 40 يوماً بناء على أوامر مدير السجن الحربي آنذاك وهو حمزة البسيوني. وقد لاقى الكثير من العنت والمشقة في السجن خاصة وأنه كان ممن أوتي الحجة والدفاع عن قضايا إخوانه المسجونين، وكان يقيم الحجة على الشيوخ الموالين للنظام كنقاشه للشيخ محمد فتح الله بدران وإقامته للحجة عليه مما أدى إلى تعذيبه وعزله في سجن انفرادي حتى أشيع قتله وصليت عليه صلاة الغائب. كان الشاذلي هو الرقم 8 في قائمة المتهمين في قضية «تنظيم 65» حيث حكم بالإعدام على أول ثلاثة منهم - سيد قطب ومحمد يوسف هواش وعبد الفتاح إسماعيل - وكان من نصيبه الحكم بالأشغال الشاقة المؤبدة قضى منها 10 سنوات بين السجن الحربي، وليمان طره، وسجن قنا العمومي، وأخيراً سجن طره في القاهرة.

## تأسيسدعوة أهل السنة والجماعةعلى طريق إحياء الأمة
أفرج عن الشاذلي عام 1975م هو وعدد من الإخوان وكان من آخر فوج أفرج عنه ممن اعتقلوا عام 1965م. أسس في نفس العام هو وعدد من إخوانه من أمثال محمد المأمون زكريّا ومصطفى الخضيري وغيرهم جماعة «دعوة أهل السنة والجماعة» وكانت امتداداً لمدرسة سيد قطب وأخيه محمد قطب، وقد عرفت الدعوة أمنياً «بالقطبيين» واستخدم هذا الاسم لاحقاً في التصنيف الأمني والمخابراتي في السجون المصرية التي امتلأت بالإسلاميين بعد مقتل السادات.
وقد واجهت دعوة أهل السنة والجماعة التضييق الشديد ثم السجن والملاحقة لأفرادها خصوصاً بعد مقتل السادات وتم الزج بالشيخ الشاذلي وبغيره من الإسلاميين في السجن عام 1981م. ثم أخدت الدعوة وضعاً سرياً لشدة بطش النظام المصري بأفرادها، وعاش الشيخ الشاذلي في منزله بالإسكندرية بحالة مراقبة وتضييق دائم لخطر فكره ودعوته على نظام الحكم بمصر الذي لا يراه الشيخ نظاماً شرعياً ويدعو في كتبه ومحاضراته إلى حشد الأمة لإسقاط هذه الأنظمة العلمانية. وفي عام 2011م اندلعت «ثورة الغضب المصرية» فأتيحت الفرصة لإعادة ترتيب أوضاع الدعوة وإعلانها مجدداً بعد أن خفيت لعقود عن الناس.

### أهدافدعوة أهل السنة والجماعة
لا يزال عبد المجيد الشاذلي على رأس دعوة أهل السنة والجماعة التي يشرف على قيادتها بالتعاون مع قياداتها من مختلف أنحاء مصر، وهو صاحب مشروع للنهضة والتمكين قل نظيره في العالم الإسلامي، وقد بين الخطوط العريضة لمشروع دعوة أهل السنة والجماعة على طريق إحياء الأمة من خلال مقالة له بعنوان نحو نهضة أمة  وقد بين أهداف هذه الدعوة التي تسمّى كذلك «حركة الإحياء الإسلامي» وهي:
- أولا: تصحيح المفاهيم
- ثانيًا: إحياء الأمة
- ثالثاً: فتح الملفات:	لإزالة الألغام من أمام العمل الإسلامي وحل المغاليق الاستراتيجية حتى لا تكون حركته في طريق مسدود أو حركة في المحل لا تستهدف أهدافًا وغايات إستراتيجية ممكنة التحقيق.	اكتساب الخبرة ومعايشة الأحداث.
- رابعاً: اجتياز الهوة الحضارية علميًا وتقنيًا وإداريًا واقتصاديًا واستراتيجيًا وعلى جميع الأصعدة.
- خامساً: الخروج بالأمة من هيمنة الأنظمة العلمانية.
- سادساً: إيجاد المشروع الحضاري الإسلامي والخروج بالإسلام دوليًا من هيمنة الصليبية الدولية والصهيونية الدولية.
- سابعاً: العودة إلى الإسلام الصحيح كشرعيات مستقرة - وليس كشرعيات ضرورة - خلافة راشدة على منهاج النبوة.

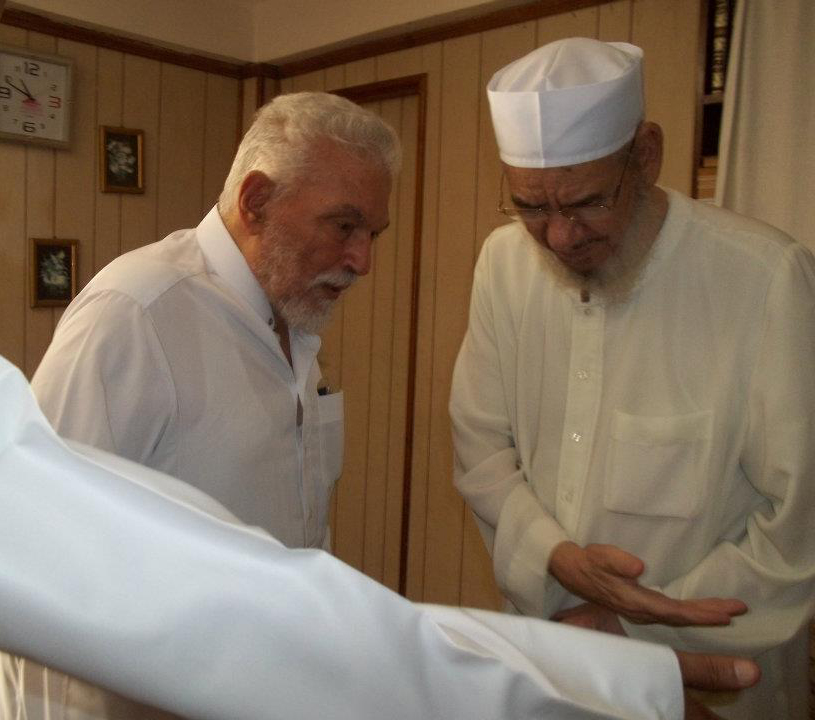
الشيخ عبد المجيد الشاذلي في ضيافة الشيخ أحمد المحلاوي في منزله بالإسكندرية

ثم يقول: لابد لحركة الإحياء والبعث الإسلامي الآن من التصحيح في أربعة مجالات:
أولاً مجال العقيدة والتوحيد. ويترتب عليه
- تحقيق النجاة الأخروية من الشرك الأعظم لمن أراد الله له النجاة.
- إسقاط شرعية الأنظمة العلمانية.
- إسقاط شرعية الافتراق الديني.

ثانياً مجال مشاركة الأمة. ويترتب عليه
- احترام أكبر لحقوق الإنسان.
- إفساح مجال أو مساحة أكبر للنمو لشخصية الفرد العادي.
- التخلي عن أساليب القولبة والتلقين والتحول من روح القطيع إلى روح الفريق لتحقيق استقلالية شخصية الفرد مع قوة وعمق ارتباطه بالجماعة.
- تعميق مشاركة الأمة في التغيير وفي السلطة بعد التمكين من خلال عمل أهل الحل والعقد وأهل النظر والاجتهاد لتحقيق الشورى الملزمة والحسبة والاختيار والعزل وإرجاع الاجتهاد إلى شورى العلماء والاستفادة من دور الصفوة الراشدة في ملء الفراغ السياسي وتحقيق التلاحم والترابط بين السلطة والجماهير لإبعاد كل صور الاغتراب وفقدان الانتماء.
- إسقاط شرعية الافتراق الدنيوي.

ثالثاً مجال التوازن في الخطاب الديني بين العقل والوجدان لتحقيق قوة الشعور الديني لدي الجماهير من الأمة مع قوة البصيرة الدينية لرفض العلمانية والقومية وفصل الدين عن الدولة والإباحية والتبعية لمعسكرات الشرك الدولية من الصليبية والصهيونية وولاء الكافرين عمومًا.
رابعاً ضرورة المحافظة على الهدف والثبات على المبدأ مع أوضاع التكيف مع الواقع والتحرك من خلال الفرص المتاحة وهذا يترتب عليه إبراز الهوية الإسلامية وتجريدها من الالتباسات لتجتمع عليها الأمة ويتحقق من خلال ذلك التمكين.

### تلاميذه ومن تأثر به
تتلمذ على يد الشاذلي عدد من العلماء والدعاة، وتأثر به كثيرون، منهم: الشيخ أحمد عبد السميع، أحد أبرز تلاميذ الشيخ عبد المجيد الشاذلي، توفي عام 1993م بمرضه الذي عانى منه طويلاً له خطب ودروس صوتية قديمة منشورة على الشبكة. والشيخ الدكتور طارق عبد الحليم وهو عالم مصري له موقع على الشبكة يحمل اسمه وله من المؤلفات منها من هو تلخيص لبعض ما طرحه الشيخ عبد المجيد الشاذلي في كتبه. والشيخ الدكتور محمد أمحزون العلامة المغربي المتخصص في كتابة التاريخ وغيره من الموضوعات الإسلامية. والشيخ الدكتور محمد محمد بدري ذو المصنفات الرائعة مثل «لماذا نرفض العلمانية» و«الأمة الإسلامية من التبعية إلى الريادة» و«نحو مجتمع الحرية» وغيرها. والشيخ مدحت بن الحسن آل فرّاج صاحب المؤلفات الهامة في العقيدة والشريعة مثل: «العذر بالجهل تحت المجهر الشرعي»، «آثار حجج التوحيد في مؤاخذة العبيد»، «فتاوى الأئمة النجدية حول قضايا الأمة المصيرية» وغيرها من المؤلفات. والشيخ أبو عبد الله مدحت ممدوح القصراوي، وهو تلميذه في الإسكندرية وله دروس في مسجد الأمانة بالإسكندرية وعدة محاضرات منشورة على الشبكة، وله كتاب دراسة في مقاصد القرآن الكبرى.

## مؤلّفاته
1. كتاب «حد الإسلام وحقيقة الإيمان»: استغرق في كتابته سبع سنوات، ليكون حصنا حصينا لهم أمام هجمة الفكر الإرجائي التي بدأ تناميها في تلك المرحلة، وأيضا سدّا منيعا أمام هجمة الفكر الخارجي (التيار التكفيري) الذي ظهر كرد فعل لظهور الفكر الإرجائي. وقد قدّم له بمقدّمة أصولية تبيّن منهجه في النظر والاستدلال.
2. كتاب «البلاغ المبين» الذي ناقش فيه الشيخ ردّ الفعل الناشئ عن طرح كتاب حد الإسلام، وناقش فيه أيضا مسألة الولاء والبراء، وكذلك قضية عوارض الأهلية، وتوسّع فيه الشيخ في بيان عقيدة التوحيد وما يتعلّق بها من قضايا، وبلغ الكتاب 4 أجزاء كبيرة.
3. كتاب «أصل الدين: توحيد الأئمة وسلف الأمّة»، وهو كتاب صغير في بيان عقيدة التوحيد كما هي عند سلف الأمة وأئمة أهل السنة والجماعة، دون الخوض في بيان قضايا أحكام الكفر والإيمان.
4. كتاب «الطريق إلى الجنة» وهو كتاب إيماني يرغّب المسلم في طلب الجنة، ويبين الخطوط العريضة للإسلام بشموليّته، وطبيعة الطريق الموصل للجنّة، وما فيه من ابتلاءات لتكون العبادة على بصيرة، وقد قدّم له العلامة ابن جبرين هذا الكتاب.
5. كتاب «وصية لقمان»: وهو كتاب في بيان العقيدة والتوحيد عند أهل السنة، وتفنيد أقوال الفرق بصورة ميسرة. ويُعتبر مختصرا لمحتوى كتبه الكبيرة مثل «حد الإسلام» و«البلاغ المبين».
6. كتاب «الحكومة الإسلامية: رؤية تطبيقية معاصرة»، وقد صدر بعد الثورة، وهو - كما يقول الشيخ في مقدّمته - بحث شرعي لرؤية تطبيقية معاصرة للنظام السياسى الإسلامي، وبيان شكل الحكومة الإسلامية بطريقة عصرية، وكيفية تطبيق الأصول الإسلامية والمبادئ الشرعية ومن أهمّها حاكمية الشريعة دون الوقوع في حكم رجال الدين بالمفهوم الغربي.
7. كتاب «الشرعية والدولة» (تحت الطبع، لم يصدر بعد)، وهو – كما يقول الشيخ في مقدمة كتاب «الحكومة الإسلامية» «دراسة مستفيضة بعنوان «الشرعية والدولة» حول هذا الموضوع وغيره من الموضوعات الخاصة بشرعية الحكم والحاكم، ودور الأمة في اختيار من يحكمها، وأثر ظاهرة التغلب والتنازع على الملك في تفرق وضعف المسلمين وغلبة الأعداء والدخول في النفق المظلم».

## وفاته
توفي عبد المجيد الشاذلي في 13 سبتمبر 2013 